# Alpetragius (cráter)

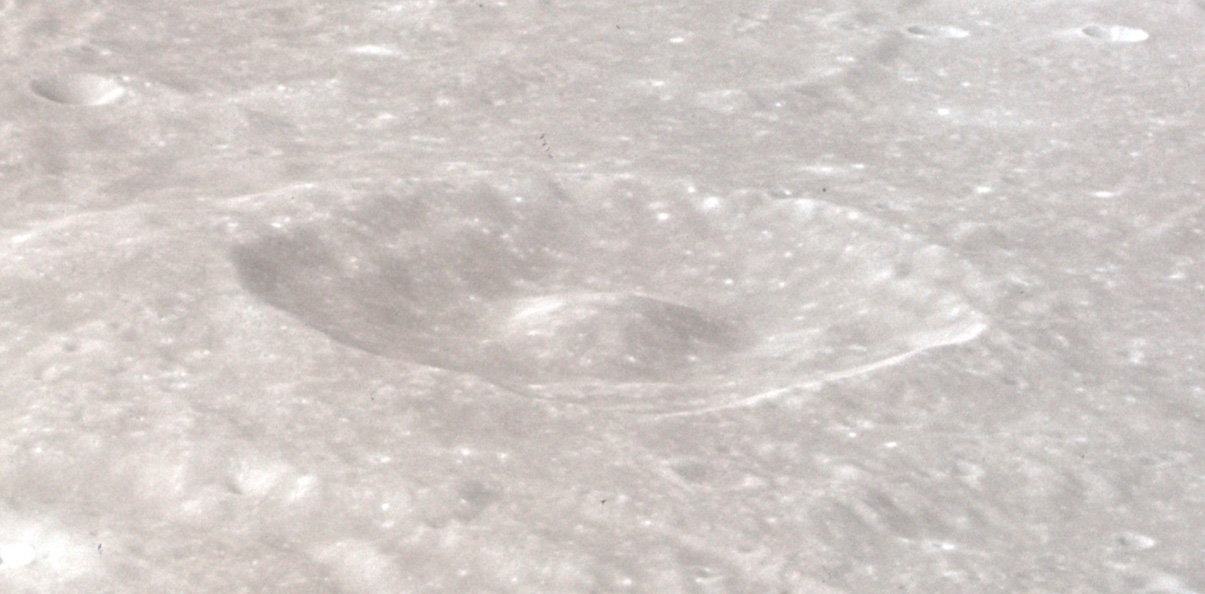
Fotografía de la misión Apolo 12

Alpetragius es un cráter de impacto lunar situado en el borde oriental del Mare Nubium, al suroeste del cráter Alphonsus, mucho mayor. Al sureste se encuentra el prominente cráter Arzachel y al oeste el cráter Lassell.

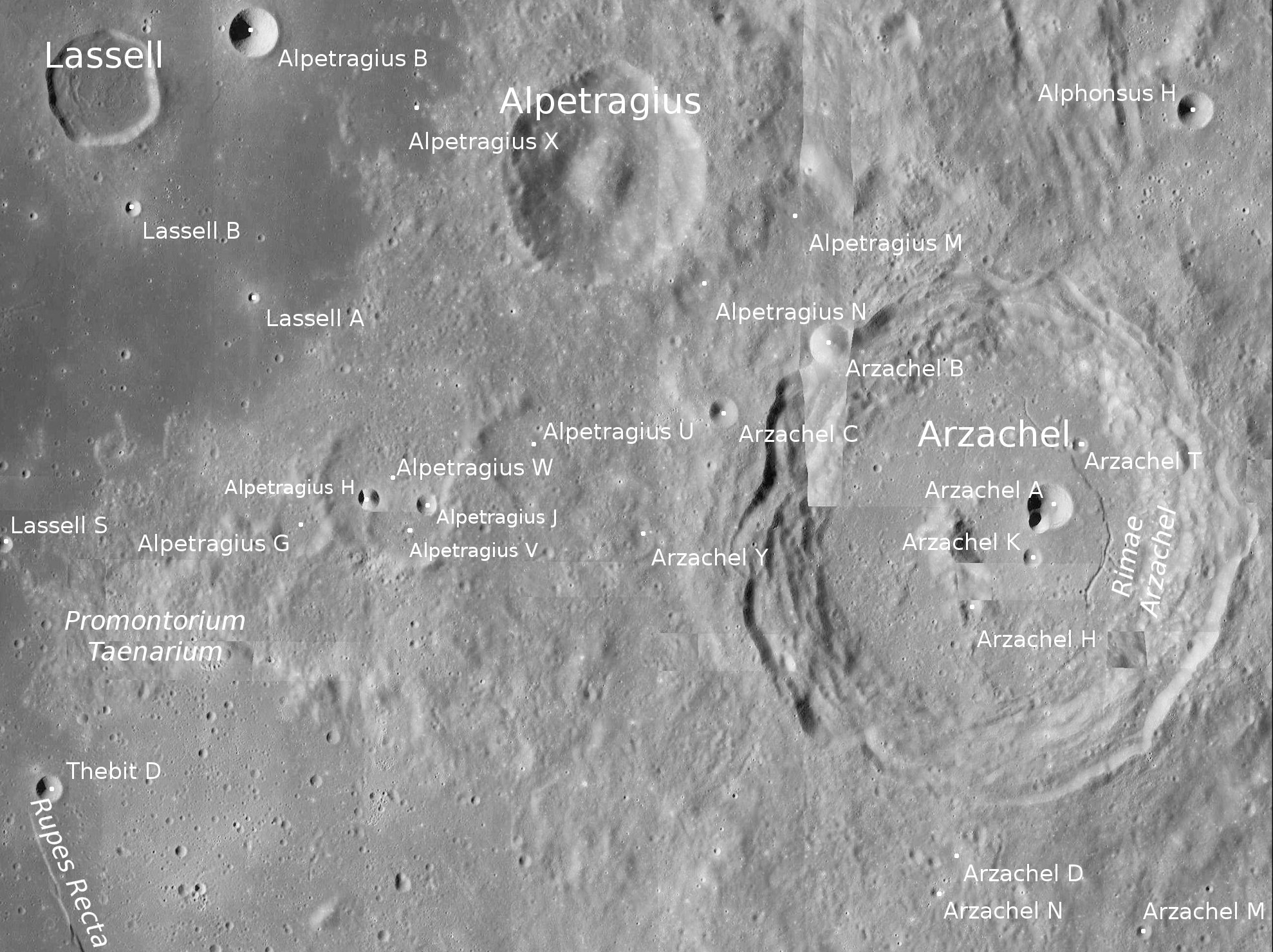
Entorno de Alpetragius (en el centro de la mitad superior de la imagen). Fotografía de la misión LRO

La característica más notable de este cráter es el desproporcionadamente grande pico central, formado por una elevación redondeada que ocupa casi todo el suelo del cráter (abarcando un tercio de su diámetro), y se eleva a una altitud de 2 km. Hay evidencia de que este pico se ha ampliado a través de erupciones volcánicas, y parece haber una fumarola erosionada en su cumbre. El brocal posee finas terrazas que descienden hasta cerca del límite de la elevación central a lo largo del sur y del este. El borde exterior es casi circular, con pequeñas protuberancias en los lados norte y oeste. Está unido al borde suroeste del cráter Alphonsus por una superficie elevada. Un arco de depresiones con aspecto de cráter parte del borde sur de Alphonsus y se curva hacia el oeste, separando Alpetagnius del cráter Arzachel. Al oeste-noroeste es encuentra Alpetragius X, ahora inundado por el mare y cubierto por su lado este debido a las eyecciones de Alpetragius.

## Denominación
Alpetragius es una latinización del nombre de Nur ed-Din al Betrugi. Al igual que muchos de los cráteres de la cara visible de la Luna, la denominación de Alpetragius fue establecida por Giovanni Riccioli, cuyo sistema de nomenclatura 1651 se ha estandarizado. Cartógrafos lunares anteriores le habían dado nombres diferentes: el mapa 1645 de Michael van Langren lo llama "Mazzarinii".

## Cráteres satélite

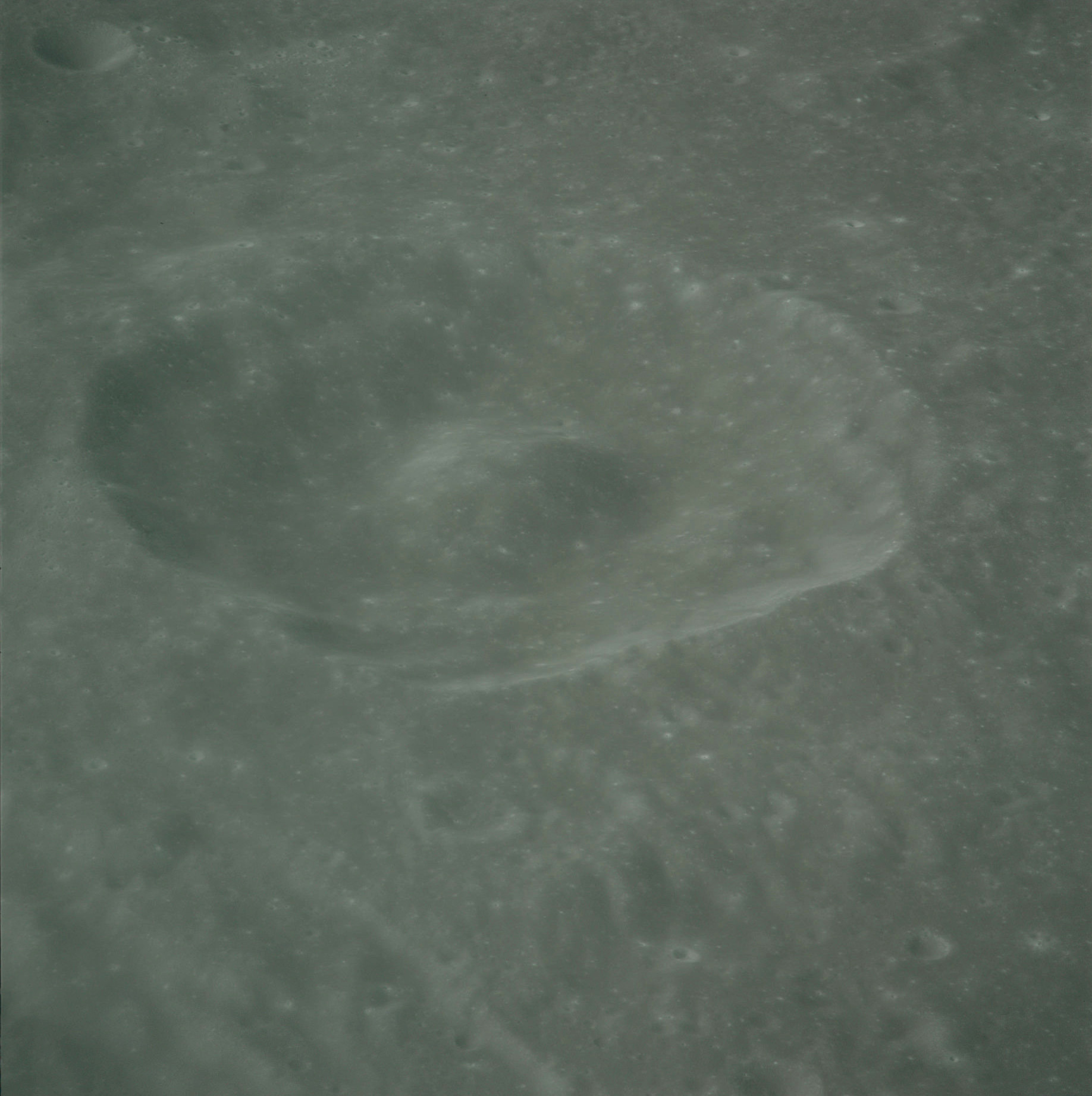
Fotografía de la misión Apolo 16

Por convención estos elementos son identificados en los mapas lunares poniendo la letra en el lado del punto medio del cráter que está más cercano a Alpetragius.
|             | \| Alpetragius \| Coordenadas \| Diámetro \| \| ----------- \| ---------------------------- \| -------- \| \| B \| 15°06′S 6°48′O / -15.1, -6.8 \| 10 km \| \| C \| 13°42′S 6°06′O / -13.7, -6.1 \| 2 km \| \| G \| 18°12′S 6°30′O / -18.2, -6.5 \| 12 km \| \| H \| 18°00′S 6°00′O / -18.0, -6.0 \| 5 km \| \| J \| 18°00′S 5°42′O / -18.0, -5.7 \| 4 km \| \| M \| 16°30′S 3°12′O / -16.5, -3.2 \| 24 km \| \| N \| 16°42′S 3°48′O / -16.7, -3.8 \| 11 km \| \| U \| 17°42′S 5°06′O / -17.7, -5.1 \| 14 km \| \| V \| 18°06′S 5°48′O / -18.1, -5.8 \| 17 km \| \| W \| 17°54′S 6°00′O / -17.9, -6.0 \| 27 km \| \| X \| 15°36′S 5°42′O / -15.6, -5.7 \| 32 km \| |          |
| Alpetragius | Coordenadas | Diámetro |
| B           | 15°06′S 6°48′O / -15.1, -6.8 | 10 km    |
| C           | 13°42′S 6°06′O / -13.7, -6.1 | 2 km     |
| G           | 18°12′S 6°30′O / -18.2, -6.5 | 12 km    |
| H           | 18°00′S 6°00′O / -18.0, -6.0 | 5 km     |
| J           | 18°00′S 5°42′O / -18.0, -5.7 | 4 km     |
| M           | 16°30′S 3°12′O / -16.5, -3.2 | 24 km    |
| N           | 16°42′S 3°48′O / -16.7, -3.8 | 11 km    |
| U           | 17°42′S 5°06′O / -17.7, -5.1 | 14 km    |
| V           | 18°06′S 5°48′O / -18.1, -5.8 | 17 km    |
| W           | 17°54′S 6°00′O / -17.9, -6.0 | 27 km    |
| X           | 15°36′S 5°42′O / -15.6, -5.7 | 32 km    |